# فرانک فنتون
فرانک فنتون (انگلیسی: Frank Fenton؛ ‏ ۹ آوریل ۱۹۰۶ – ۲۴ ژوئیهٔ ۱۹۵۷) بازیگر و فیلم‌نامه‌نویس اهل ایالات متحده آمریکا بود.
از فیلم‌ها یا برنامه‌های تلویزیونی که وی در آن نقش داشته‌است، می‌توان به چه زندگی شگفت‌انگیزی، بوفالو بیل، یک صدای مهیب، بادیگارد، کشتی مین‌روب، رزی پرچ‌کن، مخاطره، سه راز و سرنوشت اشاره کرد.